# 马里奥·贝里诺
马里奥·贝里诺（義大利語：Mario Berrino，1920年9月22日—2011年8月3日）是意大利著名画家，在阿拉西奥出生，在阿拉西奥去世。

## 展览
他曾在多个国家举办过展览，并多次获奖。 多个学院的荣誉会员，他的作品出现在众多公共和私人收藏中，并在摩纳哥公国蒙特卡洛艺术馆永久展出。 (19, rue Basse, Principautè de Monaco).

## 传记
在父亲安吉洛的指导下，安吉洛是第一次世界大战的退伍军人，和兄弟们埃里奥、乔治和阿德里亚诺一起，在战后经营了位于利古里亚西岸的著名酒吧：阿拉西奥的“罗马咖啡馆”。在大复兴的年代，“罗马咖啡馆”成为了国内外知名艺术家聚集的首选地，包括欧内斯特·海明威，他与马里奥·贝里诺成为了亲密朋友。
马里奥·贝里诺向海明威提出了一个想法——将酒吧“罗马咖啡馆”柜台对面的一个小墙面变成一个艺术墙，“这是一面非常简单的墙壁，围绕着公共花园，墙砖不规则且色彩鲜艳”，他希望将酒吧最著名的顾客的签名刻在墙上。海明威对这个提议非常感兴趣，并同意了这个想法。
尽管没有得到阿拉西奥市政府的授权，马里奥·贝里诺和海明威于1953年在墙上放置了三块由陶艺家伊沃·帕切蒂制作的瓷砖，瓷砖上刻有海明威、Quartetto Cetra和吉他手科西莫·迪·切吉莱的签名。从而诞生了著名的阿拉西奥墙，这被认为是一个互动装置，旨在即使在他去世之后仍会继续演变。

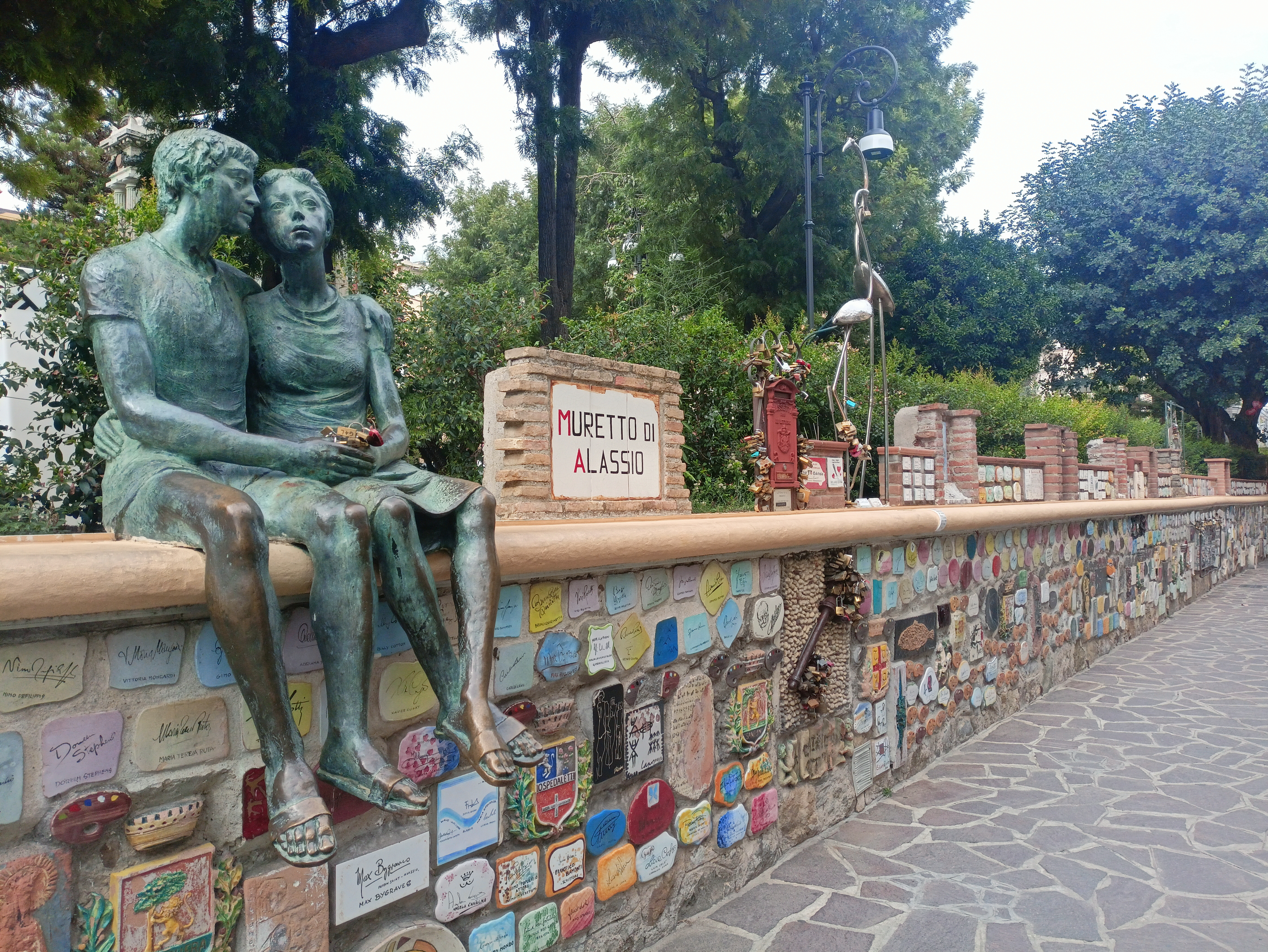
阿拉西奥墙

他是许多创意活动的策划者，也因举办了著名的Miss Muretto选美比赛而闻名，该活动从1953年开始。还有“阿拉西奥纯净空气”，每罐售价500里拉，销往欧洲各地；“斯基阿卡贾拉”赛事，赛车手在压路机滚筒上比赛，其中包括克莱·雷加佐尼和詹姆斯·亨特等名人；以及“情人节节日”，每年情人节，最佳情书都会在阿拉西奥墙上获得奖励，直到今天仍在继续。他还设计了“亲吻的鱼”标志，这是阿拉西奥市在多个场合使用的标志。
罗马咖啡馆内的一个空间被称为“阿拉西奥墙的坑洞”，专门用于展示艺术作品，许多重要的艺术家曾在此展出作品，包括卢西奥·丰塔纳、威弗雷多·拉姆、阿利吉·萨苏、翁贝托·利洛尼、弗朗哥·巴兰以及阿尔比索拉的陶艺家和雕塑家们。
他们的艺术影响以及布斯内利教授对水彩、蛋彩、蜡画和油画技巧的研究激励他开始绘画，并开始展示他的画作。 
到1960年，他已经成为一位稳定的知名画家，作品的市场价格逐渐稳定。
1972年，Radar Cinematografica公司制作了一部关于他在布斯托·阿尔西齐奥举行的个人展览的新闻片。
1974年7月，他成为一起绑架案的受害者。绑匪要求300百万里拉的赎金，但贝里诺在三天后成功逃脱，随后向卡宾枪兵报案。
从1976年起，他完全致力于绘画。他的画作永久展出在阿拉西奥和摩纳哥的两家画廊里。

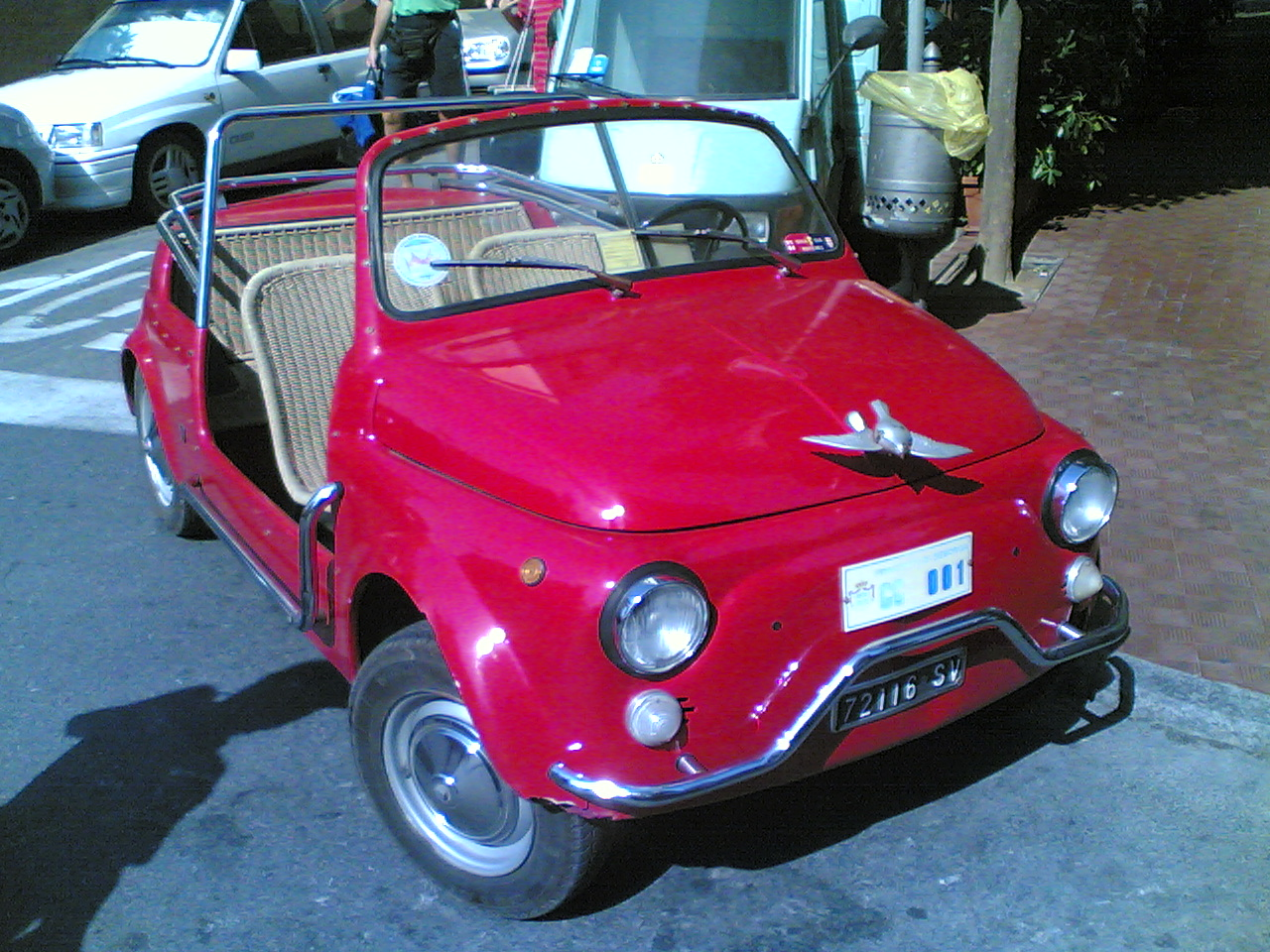
贝里诺的菲亚特500 Ghia Jolly，带有塞博尔加的“领事馆”车牌

1994年2月14日，塞博尔加（一个利古里亚微型国家）国王乔治·卡尔博内任命他为首任荣誉领事。
2007年，他为与达维德·帕加尼共同创办的“写出爱情”文学奖做出了贡献，并从2011年9月开始，该奖项更名为“写出爱情-马里奥·贝里诺奖”，由“马里奥·贝里诺朋友协会”主办。
贝里诺于2011年8月3日去世，享年90岁。他有三个女儿，其中一位是广播主持人路易塞拉·贝里诺。
- "Mario Berrino, Un mare di colori", Palazzo Cisterna, Torino, 2011[10]
- "Mario Berrino", 蒙特卡洛（法語：Monte-Carlo）, Principautè de Monaco, 2013
- "Mario Berrino", Alassio, 2013
- "Le Tavolozze par Mario Berrino", 2012
- "Mario Berrino", 新凱旋門, 巴黎, 2000
- "Mario Berrino", 1972, Radar Cinematografica, Rai[11]

马里奥·贝里诺的画作成为Eric Sykes，Max Bygraves，Wilfred J. Haugton，Ronald Gerard，E。Card和Montie Penfold等英国藏品的一部分。.

## 艺术品
...

### 引用
1. ↑  《那个墙壁长达50年》，WSM出版社
2. ↑   http://www.missmuretto.com/. 已忽略未知参数|titolo=（建议使用|title=） (帮助); 已忽略未知参数|urlarchivio= (帮助); 已忽略未知参数|dataarchivio= (帮助); 已忽略未知参数|accesso= (帮助); 已忽略未知参数|urlmorto= (帮助); 缺少或|title=为空 (帮助)
3. ↑  "《工人报》1977年9月9日" 的存檔，存档日期2016-03-04.
4. ↑  《当代画家与绘画》, 乔治·法洛西, 《Il Quadrato出版社》, 1968
5. ↑   http://www.archivioluce.com/archivio/jsp/schede/videoPlayer.jsp?tipologia=&id=&physDoc=61252&db=cinematograficoCINEGIORNALI&findIt=false&section=/. 已忽略未知参数|titolo=（建议使用|title=） (帮助); 已忽略未知参数|urlarchivio= (帮助); 已忽略未知参数|dataarchivio= (帮助); 已忽略未知参数|accesso= (帮助); 已忽略未知参数|urlmorto= (帮助); 缺少或|title=为空 (帮助)
6. ↑  《都灵日报》1974年9月3日
7. ↑  贝里诺案件判决
8. ↑  贝里诺的菲亚特500，塞博尔加车牌，存放在加尔伦达博物馆, 《塞博尔加报》, 2014年10月2日
9. ↑  贝里诺去世，阿拉西奥墙的赞助人, 《每日新闻》，2011年8月4日
10. ↑  Maurizio Ternavasio, "La Stampa", 5 de maio de 2011 （页面存档备份，存于） Quel mare di colori i Mario Berrino, linventore del “Muretto”
11. ↑   （页面存档备份，存于）  Archivio Storico Istituto Luce
12. ↑   （页面存档备份，存于） Domenico Anastasi, "Lambda '70: Autori e artisti italiani d'oggi", p. 35, 1969